# Chiautempan (kommun)
Chiautempan är en kommun i Mexiko.   Den ligger i delstaten Tlaxcala, i den sydöstra delen av landet, 100 km öster om huvudstaden Mexico City. Antalet invånare är 66 149. Arean är 77 kvadratkilometer.
Terrängen i Chiautempan är platt åt nordväst, men åt sydost är den kuperad.
Följande samhällen finns i Chiautempan:
- Chiautempan
- Tlaxcala de Xicohtencatl
- San Bartolomé Cuahuixmatlac
- Santa Cruz Tetela
- San Pedro Xochiteotla
- San Rafael Tepatlaxco